# Marine Serre
Marine Serre (Brive-la-Gaillarde, 13 december 1991) is een Frans modeontwerper. Ze staat bekend om haar duurzame aanpak in de mode-industrie en haar innovatieve gebruik van gerecyclede materialen.

## Biografie
Serre werd geboren in Brive-la-Gaillarde in het Franse departement Corrèze. Ze studeerde in Marseille en na twee jaar verhuisde ze naar België om aan de École nationale supérieure des arts visuels (La Cambre) in Brussel te studeren, waar ze in 2016 cum laude afstudeerde.

### Carrière
Serre's "afstudeershow" Radical Call For Love in 2016 wekte de interesse van internationale winkels. Deze collectie debuteerde met het 'maansikkel'-motief dat een handtekening voor haar merk is geworden. Na haar afstuderen aan La Cambre liep ze stage onder Sarah Burton bij Alexander McQueen, onder Matthieu Blazy bij Maison Margiela en onder Raf Simons bij Dior. Ze werkte een jaar in Parijs als ontwerpster voor Balenciaga en werkte tegelijkertijd aan haar eigen lijn.
Serre staat bekend om haar toewijding aan duurzaamheid in de mode. Ze gebruikt vaak gerecyclede materialen en upcycling in haar ontwerpen, waardoor ze een voorloper is geworden in de beweging naar meer milieuvriendelijke mode.

## Erkenning
Ze won in 2017 de LVHM-prijs voor jonge modeontwerpers.